# Тута (Колумбия)
Тута (исп. Tuta) — город и муниципалитет в центральной части Колумбии, на территории департамента Бояка. Входит в состав Центральной провинции.

## История
Поселение, из которого позднее вырос город, было основано в 1776 году.

## Географическое положение

Муниципалитет Тута

Город расположен на севере центральной части департамента, в гористой местности Восточной Кордильеры, на правом берегу реки Тута (бассейн реки Магдалена), на расстоянии приблизительно 17 километров к северо-востоку от города Тунха, административного центра департамента. Абсолютная высота — 2572 метра над уровнем моря.
Муниципалитет Тута граничит на севере с территорией муниципалитета Сотакира, на северо-востоке — с муниципалитетом Пайпа, на востоке — с муниципалитетами Фиравитоба и Песка, на юге — с муниципалитетами Тока и Чивата, на юго-западе — с муниципалитетом Ойката, на западе — с муниципалитетом Комбита. Площадь муниципалитета составляет 165 км².

## Население
По данным Национального административного департамента статистики Колумбии, совокупная численность населения города и муниципалитета в 2015 году составляла 9673 человека.
Динамика численности населения муниципалитета по годам:
| 2005 | 2006 | 2007 | 2008 | 2009 | 2010 | 2011 | 2012 | 2013 | 2014 | 2015 |
| ---- | ---- | ---- | ---- | ---- | ---- | ---- | ---- | ---- | ---- | ---- |
| 8984 | 9056 | 9131 | 9212 | 9274 | 9353 | 9415 | 9481 | 9553 | 9615 | 9673 |

Согласно данным переписи 2005 года мужчины составляли 49,8 % от населения Туты, женщины — соответственно 50,2 %. В расовом отношении белые и метисы составляли 99,9 % от населения города; негры, мулаты и райсальцы — 0,1 %.
Уровень грамотности среди всего населения составлял 88,8 %.

## Экономика
65,2 % от общего числа городских и муниципальных предприятий составляют предприятия торговой сферы, 22,9 % — предприятия сферы обслуживания, 11,9 % — промышленные предприятия.